# Iskra Velinova
Iskra Velinova, née le 18 août 1953 à Sofia, est une rameuse d'aviron bulgare.

## Carrière
Iskra Velinova remporte la médaille d'argent aux Championnats du monde d'aviron 1975 à Nottingham en quatre de couple avant de terminer quatrième de la même épreuve aux Jeux olympiques de 1976 à Montréal. Une nouvelle médaille d'argent en skiff est obtenue aux Championnats du monde d'aviron 1977 à Amsterdam. Aux Jeux olympiques de 1980 à Moscou, elle est médaillée d'argent de quatre barré. Aux Championnats du monde d'aviron 1981 à Munich, elle est médaillée de bronze en deux de couple. Sa dernière participation olympique a lieu aux Jeux d'été de 1988 à Séoul, où elle termine quatrième en quatre de couple.